# Incestophantes ancus
Incestophantes ancus är en spindelart som beskrevs av Andrei V. Tanasevitch 1996. Incestophantes ancus ingår i släktet Incestophantes och familjen täckvävarspindlar. Inga underarter finns listade i Catalogue of Life.